# Rhodopygia pruinosa
Rhodopygia pruinosa – gatunek ważki z rodziny ważkowatych (Libellulidae). Występuje na terenie Ameryki Południowej.